# Justo Iturralde
Pour les articles homonymes, voir Iturralde.
Justo José Iturralde Becerra (né le 20 décembre 1905, mort le 27 octobre 1981) est un cavalier argentin de dressage.

## Carrière
Justo Iturralde participe aux Jeux olympiques d'été de 1948 à Londres, où il finit 11e de l'épreuve individuelle et 4e de l'épreuve par équipe. Il obtient ensuite deux podiums aux Jeux panaméricains de 1951 à Buenos Aires : 3e de l'épreuve individuelle de dressage et 2e de l'épreuve par équipe (avec Amabrio del Villar et Humberto Terzano).